# مدیریت سبد سهام
مدیریت سبد سهام، (به انگلیسی: Portfolio Management) یا مدیریت پرتفوی، به هر گونه تصمیم‌گیری برای خرید یا فروش اوراق بهادار، بر پایه برنامه‌ریزی راهبردی و از طریق تحلیل بنیادین بازار سرمایه، با هدف اداره سبد سهام مشتری توسط شخص دیگر اطلاق می‌شود. شخص تصمیم‌گیرنده، مدیر سبد سهام نام دارد، که معمولاً یک مدیر سرمایه‌گذار حرفه‌ای وظیفه آنرا بر عهده دارد.